# Anse aux Cannes
Anse aux Cannes – zatoka (ang. cove, fr. anse) cieśniny Main-à-Dieu Passage w kanadyjskiej prowincji Nowa Szkocja, w hrabstwie Cape Breton; nazwa urzędowo zatwierdzona 31 grudnia 1924.